# 運輸省 (フィリピン)
運輸省 (英語:  Department of Transportation、DOTr、フィリピン語: Kagawaran ng Transportasyon)はフィリピン政府の行政機関。国家復興及び経済開発に効果的な手段としての、実現可能で効率的かつ信頼できる交通システムの維持拡大を担当している。また、陸上、航空、海上の通信インフラも担当している。
2016年6月30日までは運輸通信省(英語: Department of Transportation and Communications、DOTC; フィリピン語: Kagawarán ng Transportasyón at Komunikasyón)であったが、情報通信技術省の設立に伴い通信分野の多くの事業を移動させ、運輸省となった。

## 歴史

### 初期
1899年から1979年まですべての交通活動は公共事業・運輸通信省(Ministry of Public Works, Transportation and Communications、MPWTC、現公共事業道路省)に統合されていた。
1979年7月28日、大統領令第546号に従って公共事業・運輸通信省が運輸通信省(Ministry of Transportation and Communications、MOTC)と公共事業道路省(Ministry of Public Works and Highways、MPWH)に分割され、正式に運輸通信省が設立された。
MOTCは信頼性のある整備された交通通信網の促進・開発・規制のために方針決定、計画作成、調整、実施などの管理を行う政府の行政機関となった。
この期間に実施されたインフラプロジェクトには以下のようなものがある。
- マニラ・ライトレール・トランジット・システム
- コンピュータ制御交通信号システム
- マニラ国際空港のニノイ・アキノ国際空港への改名
- ケソン市カローカン、マカティとサンフアンの中央郵便局

また、自動車登録と管理が永久車両ライセンスプレートと系統的登録システムの導入によって改善された。バス貸与計画によってさらに1000台の新しいバスがマニラ首都圏に提供された。
フィリピン国鉄とメトロ・マニラ交通社が改善拡張された。同時期ビコル地方にサービスを提供するフィリピン国鉄南方本線が再生されている。

### 1986年以降
1986年2月26日のエドゥサ革命の後、大統領となったコラソン・アキノによってHernando B. Perez下院議員が運輸通信省の長官に選出された。
1987年3月、テクノクラートのRainerio O. ReyesがMOTCの長官になった。そのすぐ後、MOTCは大統領令第125号、125A号によって再編され、MinistryからDepartmentとなった。
Reyes長官の下、省内の準司法機能が大統領令第202号によって設立された陸上交通許認可規制委員会に移管された。
フィデル・ラモス政権下、長官にJesus B. Garciaが任命された。ガルシア長官の下、固定電話や携帯電話事業へ新規参入が許可され、老朽化したタクシーは廃止され、新型や後期型のものが採用された。

### 現在
2016年5月20日、ベニグノ・アキノ3世政権中の共和国法第10844号の"情報通信技術省設立法"が成立し、情報通信技術局が科学技術省(DOST)から分離され、運輸通信省の通信を扱うすべての運用部門と統合して情報通信技術省が設立されることとなり、運輸通信省は単に運輸省となった。
2017年7月、運輸省は長年本部であったマンダルヨンのコロンビアタワーからパンパンガ州マバラカットのクラーク地区への本部の移動を始めた。
現在、DOTrは大統領ロドリゴ・ドゥテルテの公約である「インフラ黄金時代」の発言に合わせ、ドゥテルテノミクスとして3.6兆PHPを使い2018年から2022年に展開される公共インフラ計画で多くの計画を実行することを期待されている
。

## 進行中の計画

### 鉄道

#### マニラ首都圏地下鉄
9号線、メトロマニラ地下鉄はフィリピンのマニラ首都圏に最初に建設される予定の地下鉄。もともとはメガマニラ地下鉄と呼ばれていた。建設開始は2018年、完成は2025年を目指している。

#### MRT2号線東部延伸
MRT-2線東部延伸計画は東側へ4㎞路線を延長する計画で、マリキナのサントラン駅からアンティポロのマシナグ駅まで延長される計画で現在建設が進んでいる。計画の狙いはさらに80000人の旅客を収容し、マルコスハイウェイ沿いの交通渋滞を減らすことである。計画が完成すると、レクト駅からマシナグ駅までの所要時間が3時間から40分に減少する。2019年に完成する予定。

#### 国鉄南北通勤鉄道
南北通勤鉄道はタルラック州カパスのニュー・クラーク・シティからラグナ州カランバまでを結ぶ建設中の通勤鉄道。北方線は106㎞でマニラの
トゥトゥバン駅からニュー・クラーク・シティまでの間であり完成は2021年を見込んでいる。南方線も完全電化の標準軌複線に再建される。
2018年1月に建設前の敷設権の清算などの作業が始まり、建設は2019年2月に始まった。

### 空港
新設の空港としてパングラオ国際空港が開設したほかビコル国際空港の開設やクラーク国際空港、タンブラー空港、マクタン・セブ国際空港、プエルト・プリンセサ国際空港などの拡張などが計画されている

## 組織構造
省は運輸大臣を長とし、7人の次官と13人の次官補がいる。 
- 管理・財務担当次官
- 道路・インフラ担当次官
- 航空・空港担当次官
- 鉄道担当次官
- 法務・調達担当次官
- 計画・プロジェクト開発担当次官
- 海事担当次官
- 法務次官補
- 管理・財務次官補
- 航空情報・執行次官補
- 調達次官補
- 通信次官補
- 海事次官補
- 道路輸送・インフラ次官補
- 鉄道次官補
- 計画担当次官補
- プロジェクト実施次官補

## 付属機関

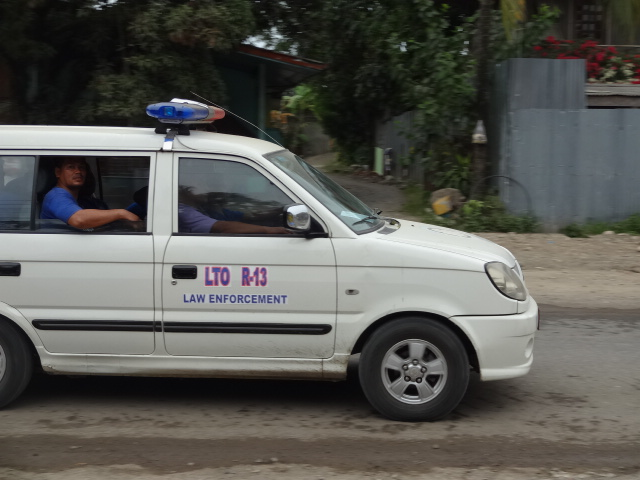
陸運局の三菱アドベンチャー警備車、ブトゥアン

### 陸上・道路
- 陸運局（英語版） (LTO)
- 陸上交通許認可規制委員会（英語版） (LTFRB)
- 通行料規制委員会（英語版） (TRB)

### 鉄道
- ライト・レール・トランジット・オーソリティ (LRTA)
- フィリピン国鉄 (PNR)
- メトロ・レール・トランジット（英語版）(MRTC) [10]
- フィリピン鉄道研究所（英語版） (PRI)

### 航空
- フィリピン民間航空庁（英語版） (CAAP)
- 民間航空委員会（英語版） (CAB)
- フィリピン航空宇宙開発公社（英語版） (PADC)
- フランシスコ・バンゴイ国際空港 (DIAA)
- マニラ国際空港公団（英語版） (MIAA-NAIA)
- クラーク国際空港
- マクタン・セブ国際空港公社 (MCIAA)

### 海上
- 海事産業庁（英語版） (MARINA)
- フィリピン沿岸警備隊（英語版） (PCG)
- フィリピン国立商船大学（英語版） (PMMA)
- フィリピン港湾庁（英語版） (PPA)
- セブ港湾庁（英語版） (CPA)

### その他
- 運輸保安局（英語版） (OTS)
- 陸運組合局（英語版） (OTC)

## 歴代大臣
| #                                                                                               | 名前                           | 着任           | 離任           | 大統領                     |
| ----------------------------------------------------------------------------------------------- | ------------------------------ | -------------- | -------------- | -------------------------- |
| 公共事業通信大臣(Minister of Public Works and Communications)                                   |                                |                |                |                            |
| 1                                                                                               | Maximo Paterno                 | 1899年1月21日  | 1899年11月13日 | エミリオ・アギナルド       |
| 公共事業通信大臣(Secretary of Public Works and Communications)                                  |                                |                |                |                            |
| 2                                                                                               | Antonio de las Alas            | 1935年11月15日 | 1936年         | マニュエル・ケソン         |
| 3                                                                                               | Mariano Jesús Cuenco           | 1936年         | 1939年         | マニュエル・ケソン         |
| 4                                                                                               | ホセ・アベリーノ               | 1939年         | 1941年         | マニュエル・ケソン         |
| 国防公共事業通信労働大臣(Secretary of National Defense, Public Works, Communications and Labor) |                                |                |                |                            |
| 5                                                                                               | Basilio Valdes                 | 1941年12月23日 | 1944年8月1日   | マニュエル・ケソン         |
| 公共事業通信大臣(Secretary of Public Works and Communications)                                  |                                |                |                |                            |
| 6                                                                                               | Jose Paez                      | 1944年         | 1945年         | セルヒオ・オスメニャ       |
| 7                                                                                               | Sotero Cabahug                 | 1945           | 1946年5月28日  | セルヒオ・オスメニャ       |
| 8                                                                                               | Ricardo Nepumoceno             | 1946年5月28日  | 1949年7月1日   | マニュエル・ロハス         |
| 8                                                                                               | Ricardo Nepumoceno             | 1946年5月28日  | 1949年7月1日   | エルピディオ・キリノ       |
| 9                                                                                               | Propsero Sanidad               | 1950年2月21日  | 1951年         |                            |
| 10                                                                                              | Sotero Baluyut                 | 1951年1月6日   | 1952年         |                            |
| 11                                                                                              | Pablo Lorenzo                  | 1952年5月6日   | 1953年         |                            |
| 公共事業運輸通信大臣(Secretary of Public Works, Transportation and Communications)              |                                |                |                |                            |
| 12                                                                                              | Vicente Orosa                  | 1954年3月10日  | 1955年         | ラモン・マグサイサイ       |
| 13                                                                                              | Florencio Moreno               | 1955年4月30日  | 1961年12月30日 | ラモン・マグサイサイ       |
| 13                                                                                              | Florencio Moreno               | 1955年4月30日  | 1961年12月30日 | カルロス・ガルシア         |
| 14                                                                                              | Marciano Bautista              | 1961年         | 1962年         | ディオスダド・マカパガル   |
| 15                                                                                              | Paulino Cases                  | 1962年         | 1962年         | ディオスダド・マカパガル   |
| 16                                                                                              | Brigido Valenica               | 1962年         | 1963年         | ディオスダド・マカパガル   |
| 17                                                                                              | Jorge Abad                     | 1963年         | 1965年         | ディオスダド・マカパガル   |
| 18                                                                                              | Antonio V. Raquiza             | 1966年8月24日  | 1968年         | フェルディナンド・マルコス |
| 19                                                                                              | Rene Espina                    | 1968年         | 1969年9月      | フェルディナンド・マルコス |
| 20                                                                                              | Antonio Syquio                 | 1969年9月      | 1970年         | フェルディナンド・マルコス |
| 21                                                                                              | デビッド・コンスンジ           | 1970年         | 1975年         | フェルディナンド・マルコス |
| 22                                                                                              | Alfredo Juinio                 | 1975年         | 1978年         | フェルディナンド・マルコス |
| 公共事業運輸通信大臣(Minister of Public Works, Transportation and Communications)               |                                |                |                |                            |
|                                                                                                 | Alfredo Juinio                 | 1978年         | 1981年         | フェルディナンド・マルコス |
| 運輸通信大臣(Minister of Transportation and Communications)                                     |                                |                |                |                            |
| 23                                                                                              | Jose P. Dans                   | 1981年         | 1986年         | フェルディナンド・マルコス |
| 運輸通信大臣(Secretary of Transportation and Communications)                                    |                                |                |                |                            |
| 24                                                                                              | Hernando B. Perez              | 1986年2月25日  | 1987年3月      | コラソン・アキノ           |
| 25                                                                                              | Rainerio O. Reyes              | 1987年3月      | 1989年         | コラソン・アキノ           |
| 26                                                                                              | オスカー・オルボス             | 1990年1月3日   | 1990年12月9日  | コラソン・アキノ           |
| 27                                                                                              | Arturo Corona                  | 1990年         | 1992年         | コラソン・アキノ           |
| 28                                                                                              | Pete Nicomedes Prado           | 1992年         | 1992年         | コラソン・アキノ           |
| 29                                                                                              | Jesus Garcia                   | 1992年7月      | 1996年3月      | フィデル・ラモス           |
| 30                                                                                              | Amado S. Lagdameo              | 1996年4月      | 1997年4月      | フィデル・ラモス           |
| 31                                                                                              | アルトゥーロ・エンリレ         | 1997年4月      | 1998年1月      | フィデル・ラモス           |
| 32                                                                                              | Josefina Trinidad-Luchauco     | 1998年1月      | 1998年6月30日  | フィデル・ラモス           |
| 33                                                                                              | ビセンテ・C・リベラ            | 1998年6月30日  | 2001年1月20日  | ジョセフ・エストラーダ     |
| 34                                                                                              | パンタレオン・アルバレス       | 2001年1月20日  | 2002年         | グロリア・アロヨ           |
| 35                                                                                              | レアンドロ・メンドーザ         | 2002年7月3日   | 2010年2月23日  | グロリア・アロヨ           |
| 36                                                                                              | アンネリ・R・ロントク (Acting) | 2010年3月9日   | 2010年6月30日  | グロリア・アロヨ           |
| 37                                                                                              | ホセ・デ・ヘスス               | 2010年6月30日  | 2011年7月4日   | ベニグノ・アキノ3世        |
| 38                                                                                              | マー・ロハス                   | 2011年7月4日   | 2012年10月18日 | ベニグノ・アキノ3世        |
| 39                                                                                              | ジョセフ・エミリオ・アバヤ     | 2012年10月18日 | 2016年6月30日  | ベニグノ・アキノ3世        |
| 運輸大臣(Secretary of Transportation)                                                           |                                |                |                |                            |
| 40                                                                                              | アーサー・トゥガデ             | 2016年6月30日  | 現職           | ロドリゴ・ドゥテルテ       |

## 註釈
1. ↑  Rey, Aika (2020年1月8日). “Where will the money go?”. Rappler 2020年5月29日閲覧。
2. ↑  Sabillo, Kristine Angeli (2016年5月23日). “Dep’t of Information and Communications Technology created”. Philippine Daily Inquirer. 2016年5月23日閲覧。
3. ↑  Manabat, Jacque (2017年7月28日). “DOTr begins transfer to Clark” (英語). ABS-CBN News 2017年11月6日閲覧。
4. ↑  de Vera, Ben O.; Yee, Jovic; Camus, Miguel R. (2017年4月19日). “Dutertenomics: ‘Golden age of infrastructure’” (英語). Inquirer.net 2017年11月6日閲覧。
5. ↑  Cordero, Ted (2018年8月2日). “DOTr to kick-off Mega Manila Subway construction in December”. GMA News Online
6. ↑  Dela Paz, Chrisee (2017年6月25日). “17 stations of Manila-Clark Railway announced”. Rappler 2017年6月25日閲覧。
7. ↑  Aning, Jerome (2017年6月25日). “DOTr leads marking of Manila-Clark railway’s 5 future stations”. Inquirer 2017年6月25日閲覧。
8. ↑  Demayo, Mark (2019年2月15日). “Phase 1 of North-South Commuter Railway project breaks ground”. ABS-CBN News. 2019年2月16日閲覧。
9. ↑  Mercurio, Richmond (2019年2月16日). “Construction of North-South Commuter Railway kicks off”. Philstar. 2019年2月16日閲覧。
10. ↑  MRTCは政府の制御下ではないが、運輸省はマニラMRT-3線の運用を監督している